# Kalthofintermezzot
Kalthofintermezzot var en händelse 20 maj 1939 i Kalthof (idag Kałdowo) i Fria staden Danzig nära gränsen mot Polen, som kom att användas i propagandan som motivation för det tyska angreppet på Polen.
Sedan relationerna mellan Tyskland och Polen under våren alltmer försämrades, tog sig missnöjet i fristaden Danzigs område mot de polska tulltjänstemännen allt starkare uttryck. 20 maj 1939 anordnades en demonstration vid Kalthofs tullhus, då den polske vicekommissarien begav sig dit kom hans chaufför att skjuta ned en danzigsk SA-man. Incidenten gav anledning till en skiftväxling mellan Danzigsenatens president och den polske generalkommissarien i Danzig, vilken pågick hela sommaren 1939. I augusti 1939 ingrep tyska regeringen i den polsk-danzigska konflikten, men man hade ju då inget intresse av att hitta en lösning då angreppskriget mot Polen redan stod för dörren.